# 小型碘泡虫
小型碘泡虫（学名：Myxobolus minor）为碘泡科碘泡虫属的动物。在中国，分布于浙江、湖南等，营寄生生活，寄生在鳙、鲤的胆囊。